# Szczepanowice (Niemodlin)
Szczepanowice (niem. Scheppanowitz, 1936–1945 Stefansfeld) – część miasta Niemodlin w południowej Polsce, na Górnym Śląsku, w województwie opolskim, w powiecie opolskim, w gminie miejsko-wiejskiej Niemodlin. Położona jest w rejonie ulicy Korfantego, na południe od centrum Niemodlina. 
Do 1945 samodzielna gmina jednostkowa w powiecie Falkenberg O.S., wchodząca w skład prowincji prowincji śląskiej (do 1919 roku), a następnie prowincji górnośląskiej.
Od 1945 w powiecie niemodlińskim w województwie śląskim. 1 grudnia 1945 utraciły samodzielność przez włączenie do Niemodlina.

## Historia
Od 1776 r. wieś posiadała własna pieczęć gminną, na której przedstawiono ptaka (orzeł?) z rozłożonymi skrzydłami stojący na górze, zwrócony w prawo.